# Reprezentacja Wenezueli U-20 w piłce nożnej mężczyzn
Reprezentacja Wenezueli U-20 w piłce nożnej - młodzieżowa wenezuelska kadra piłkarska do lat 20, biorąca udział w Mistrzostwach Młodzieżowych Ameryki Południowej.

## Mistrzostwa Świata U-20 2009
Reprezentacji Wenezueli U-20 udało się zakwalifikować do Mistrzostw Świata U-20 w 2009 roku. W fazie grupowej wylądowali w grupie B gdzie musieli zmierzyć się z takimi przeciwnikami jak Hiszpanią, Nigerią, Tahiti. Po zajęciu drugiego miejsca w fazie grupowej Wenezuela awansowała do fazy pucharowej, gdzie przegrała 1-2 z ZEA.

## Mistrzostwa Świata U-20 2017
Drugi i jak dotąd ostatni raz Wenezuela zagrała na Młodzieżowych Mistrzostwach Świata 2017 w Korei Południowej. Podobnie jak w 2009 roku los przydzielił ich do grupy B razem z Meksykiem, Niemcami i Vanuatu. Po wygraniu wszystkich trzech spotkań Wenezuelczycy awansowali do 1/8 finału gdzie po dogrywce pokonali Japonię. W ćwierćfinale również po dogrywce pokonali młodzieżówkę Stanów Zjednoczonych. W półfinale po rzutach karnych wyeliminowali Urugwaj, jednak w finale musieli uznać wyższość Anglików. Zajęli tym samym drugie miejsce w turnieju odnosząc swój największy sukces w historii. 

## Skład
| Nr         | Imię i nazwisko    | Data urodzenia      | Występy   | Gole      | Klub                 |           |
| Bramkarze  | Bramkarze          | Bramkarze           | Bramkarze | Bramkarze | Bramkarze            | Bramkarze |
| ---------- | ------------------ | ------------------- | --------- | --------- | -------------------- | --------- |
| 1          | Eduardo Lima       | 9 października 1992 | 4         | 0         | Monagas              |           |
| 12         | Alvaro Forero      | 19 grudnia 1991     | 0         | 0         | Zamora CF            |           |
| Obrońcy    |                    |                     |           |           |                      |           |
| 2          | Jhon Chancellor    | 2 stycznia 1992     | 4         | 0         | Mineros Guayana      |           |
| 3          | Carlos Lujano      | 14 lipca 1991       | 3         | 0         | Real Esppor Club     |           |
| 4          | Juan Villaroel     | 13 września 1991    | 4         | 0         | Italia Caracas       |           |
| 6          | Carlos Rivero      | 27 listopada 1992   | 4         | 0         | Deportivo Anzoátegui |           |
| 7          | Alexander González | 13 września 1992    | 4         | 0         | Caracas FC           |           |
| 13         | Wilker Ángel       | 18 marca 1993       | 0         | 0         | Deportivo Táchira    |           |
| 14         | Edgar Mendoza      | 15 czerwca 1991     | 0         | 0         | Trujillanos Valera   |           |
| 16         | Jackson Clavijo    | 1 stycznia 1992     | 1         | 0         | Deportivo Táchira    |           |
| Pomocnicy  |                    |                     |           |           |                      |           |
| 5          | Carlos Suárez      | 26 kwietnia 1992    | 4         | 0         | Italia Caracas       |           |
| 8          | Orlando Peraza     | 19 marca 1991       | 3         | 0         | Aragua Maracay       |           |
| 10         | Yohandry Orozco    | 19 marca 1991       | 7         | 2         | VfL Wolfsburg        |           |
| 15         | Mario Sánchez      | 19 czerwca 1991     | 4         | 0         | Deportivo Anzoátegui |           |
| Napastnicy |                    |                     |           |           |                      |           |
| 9          | Daniel Febles      | 8 lutego 1992       | 4         | 0         | Italia Caracas       |           |
| 11         | José Miguel Reyes  | 19 września 1992    | 4         | 1         | Deportivo Anzoátegui |           |
| 17         | José Alí Meza      | 17 kwietnia 1991    | 2         | 1         | Mineros Guayana      |           |
| 18         | Josef Martínez     | 19 maja 1993        | 2         | 0         | Italia Caracas       |           |
| 19         | Juan García        | 1 lutego 1991       | 2         | 0         | Deportivo Anzoátegui |           |
| 20         | Jesús Lugo         | 14 września 1991    | 3         | 0         | Aragua Maracay       |           |